# 正直にお伝えします!?
『正直にお伝えします!?』（しょうじきにおつたえします!?、朝鮮語: 비밀은 없어）は、韓国JTBCで2024年5月1日から6月6日まで放送されたテレビドラマ。

## あらすじ
制御不能の舌を持つ“ハルク”と化したアナウンサー、ソン・ギベクが、情熱あふれるバラエティ番組の作家オン・ウジュと出会い、繰り広げられる幼稚で破天荒な人生逆転コメディロマンス。

## 登場人物

### 主要人物
ソン・ギベク
演 - コ・ギョンピョ（高校時代：イ・サンジュン）
イメージメイキング一筋33年の「ウルトラFM」アナウンサー。
オン・ウジュ
演 - カン・ハンナ（子役：オ・ウンソ）
視聴率が命の12年目のバラエティ番組作家。どんな状況でも「大丈夫じゃない」ことがない、ポジティブと情熱の塊。
キム・ジョンホン
演 - チュ・ジョンヒョク（高校時代：イ・ハニク）
現在最も注目されるバラエティタレントで、「国民の婿」。

### ソン・ギベクの周辺人物
ソン・ミンス
演 - シン・ジョングン
ギベクの父。事業失敗の代名詞。転べば起き上がるどころか、起き上がれば転ぶ、不運の壊れた起き上がりこぼし。ユジョンの夫。
ナ・ユジョン
演 - カン・エシム
ギベクの母で、ミンスの妻。
ソン・ウンベク
演 - ファン・ソンビン
三兄弟の次男。地元のジム「ダッパジム」のオーナー。ミンスとユジョンの次男。
ソン・プンベク
演 - イ・ジニョク
三兄弟の末っ子で、地方大学の4年生。ミンスとユジョンの末息子。
ユン・ジフ
演 - コ・ギュピル
JBCアナウンサー。幼少期からギベクの内面を知り尽くしている兄貴分であり職場の同僚。

### オン・ウジュの周辺人物
オン・ボクジャ
演 - ペク・ジュヒ（子役：ハン・ジヒョ）
美容院「マダムオン」のオーナーで、ウジュの母。
チェ・ヨン
演 - キム・セビョク
JBCバラエティ部門のプロデューサー。人が好きで、番組のネタがあれば寝ている最中でも飛び起きる、生まれながらの放送人。
イ・ハヨン
演 - イ・ボムソリ
戻ってきた問題児で、オン・ウジュ作家チームのセカンドライター。
イ・ミング
演 - イ・ミング
ウジュ作家チームの唯一の男性ライターで、抜群の要領を持つ。ウジュ公認の「右腕」。
ソン・イナ
演 - パトリシャ
チーム最年少の新人作家で、ウジュがリーダーを務める作家チームの末っ子。
チョン・グウォン
演 - パク・ジェジュン
年齢不相応な大人びた少年で、街の癒し系妖精。まさに妖精のような秘密を抱える子供。

### キム・ジョンホンの周辺人物
マ・ミラ
演 - キム・ヨンジュ
Forever C&Cマネジメント本部の理事で、20年のキャリアを持つベテランマネージャー。
キム・ヨンウォン
演 - ホン・ソジュン
Forever C&C代表。大手企画会社Forever C&Cの創業者で元会長。

### その他の登場人物
バラエティ部長
演 - イ・スミ
ヘリ
演 - オ・ガビン
ピエン
演 - チャン・ウォニョク
チェ・ネジョン
演 - チョン・ジェホン
チェ・ユヨン
演 - キム・ジイン
ミン・チョヒ
演 - ハン・ドンヒ
チョ・ヒソン
演 - アン・ソヨ
ルイ・キム
演 - イ・ソシン
オン・ウジュの実母
演 - イ・ドユジェ
チャン・グパル
演 - チェ・ジェソプ

### 特別出演
キム・サンジン
演 - チョ・ハンチョル
キム・ジュホ
演 - クォン・ユル
神経外科専門医で、ウジュのお見合い相手。
キム・ソンフン
演 - キム・ウォンフン
イ・ヘヨン
演 - ホン・ビラ
パク・ジェミン
演 - パク・ジェミン
パク・セミ
演 - パク・セミ
キム・ジュンイル
演 - チョン・サンヒョプ
ハン・ギュウォン
クァク・ボム
演 - クァク・ボム
キム・ヒョクジン
演 - イ・スヌォン
キム・ジョンホンの母
演 - パン・ウンジン
社長
演 - チャ・ミギョン
コン・ミンジョン
キム・ジョンホンの父
演 - ナム・ミョンリョル